# Shunbajunki
Shunbajunki (舜馬順熙 1185-1248) là lãnh chúa của Okinawa, đời thứ hai thuộc triều Tenson. Ông nối ngôi cha là Shunten năm 1237.
Ảnh hưởng của Shunbajunki là xây dựng thành Shuri, và đưa vào sử dụng hệ thống chữ viết tiếng Nhật kana. Hệ thống chữ viết và tiếng Trung Quốc không được sử dụng cho đến gần 1 thế kỷ sau; thậm chí sau đó, các văn bản của chính quyền vẫn tiếp tục được viết bằng kana, cũng như trong thơ.
Shunbajunki mất năm 1248, và con trai ông là Gihon đã nối ngôi.